# Baalsdorf
Baalsdorf ist ein Stadtteil und zugleich Ortsteil im Stadtbezirk Ost von Leipzig.

## Geschichte

Baalsdorf auf einer Karte von 1891

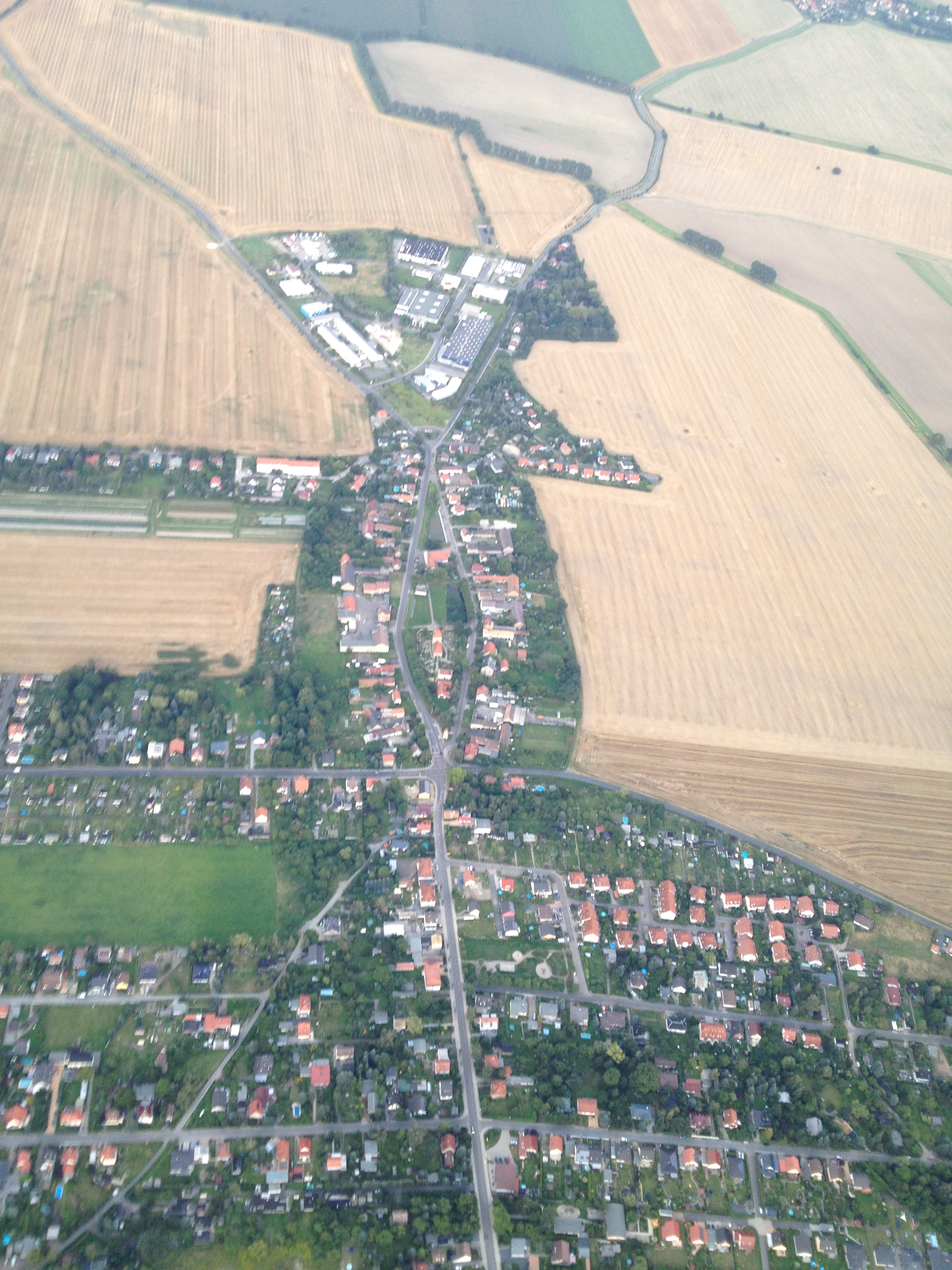
Luftaufnahme von Westen

Baalsdorfer Dorfkirche (um 1850)

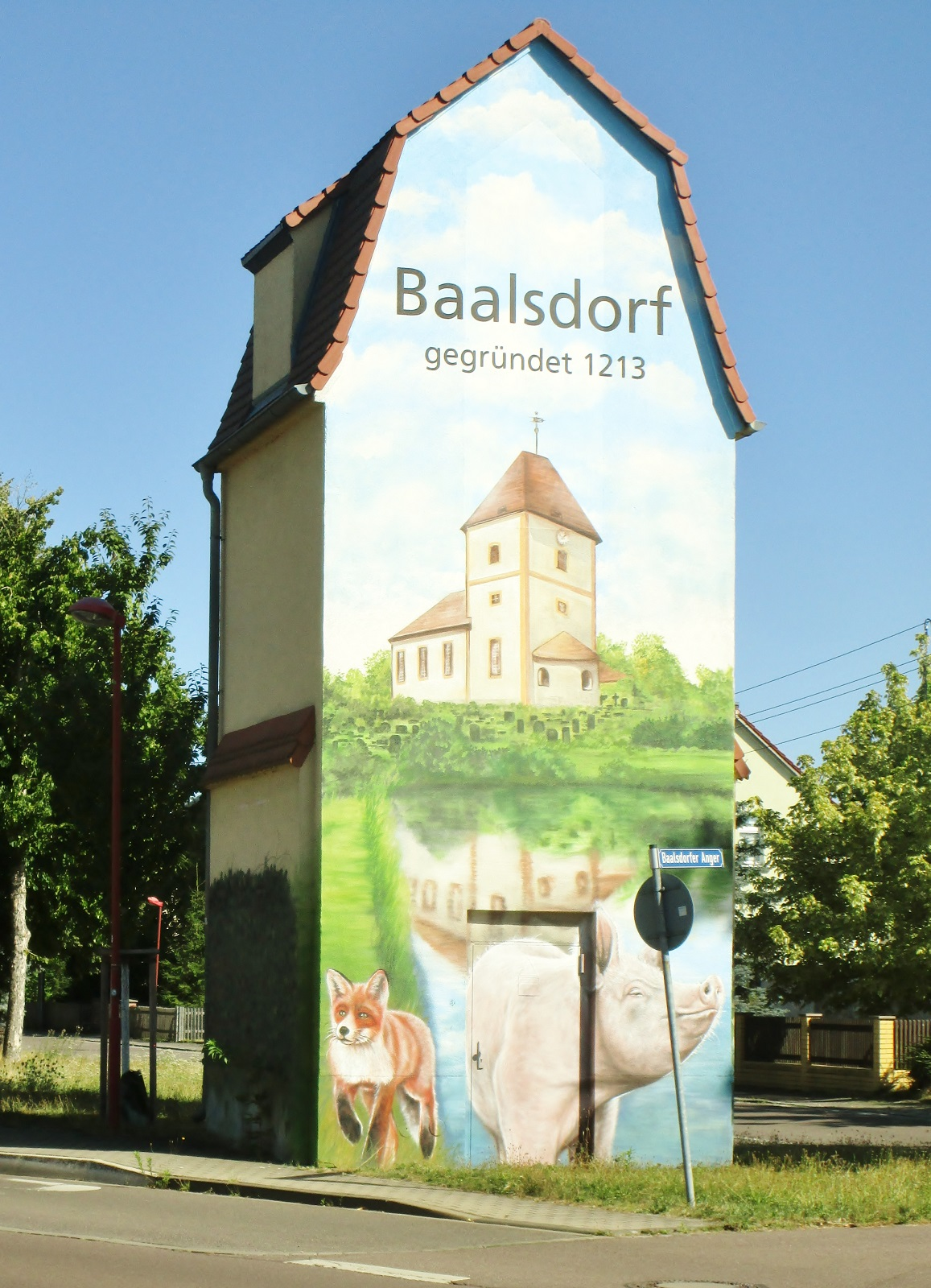
Bemalter Transformatorenturm

Der Ort wurde im 12. Jahrhundert von Siedlern aus Flandern gegründet. Die erste urkundliche Erwähnung der damals Balduwinesdorp genannten Siedlung stammt aus dem Jahre 1213, als Markgraf Dietrich von Meißen das Dorf dem Augustiner-Chorherrenstift St. Thomas in Leipzig zueignete.
Im 13. Jahrhundert wurde um die bis dahin bestehende kleine Holzkirche die massive, bis heute bestehende Kirche Baalsdorf als Chorturmkirche erbaut. Ihre 1420 gefertigten Wandmalereien wurden 1958 freigelegt. Baalsdorf gehörte ab 1485 zum Herzogtum Sachsen. Nach der Auflösung des Thomasklosters im Zuge der Säkularisation wurde der Ort 1543 der Herrschaft des Leipziger Rates unterstellt. Dieser veräußerte es 1641 zum Zwecke der Schuldentilgung an Johann Ponickau, dessen Erben bis 1781 Herren von Baalsdorf blieben. Anschließend kam es zu zahlreichen Besitzerwechseln. 1806 wurde an der Straße nach Holzhausen eine Windmühle errichtet, die 1904 abgebrochen wurde.
Während der Völkerschlacht bei Leipzig im Oktober 1813 wurde auch Baalsdorf stark in Mitleidenschaft gezogen. Die französischen Truppen hielten den Ort vom 14. bis zum 18. Oktober 1813 besetzt und plünderten ihn. Anschließend wurde das Dorf von russischen und österreichischen Truppen besetzt und erneut geplündert. Baalsdorf lag bis 1856 im kursächsischen bzw. königlich-sächsischen Kreisamt Leipzig. Ab 1856 gehörte der Ort zum Gerichtsamt Leipzig I und ab 1875 zur Amtshauptmannschaft Leipzig.
1838 lebten in Baalsdorf etwa 180 Einwohner. Die Größe der Baalsdorfer Flur betrug ca. 390 ha. Von der in der Mitte des 19. Jahrhunderts einsetzenden Industrialisierung blieb der Ort zunächst verschont. Erst um 1900 entstanden zwei Dampfziegeleien. Einer der Betriebe musste aber bereits 1908 wieder aufgegeben werden, weil Grundwasser in die Tongrube eindrang. Sie wurde ab dem 1. Juni 1913 als See- und Familienbad genutzt, das bis zum Ende des Zweiten Weltkriegs existierte. Nach Kriegsende wurde auch die Produktion in der verbliebenen Dampfziegelei, die sich zum führenden Arbeitgeber des Ortes entwickelt hatte, eingestellt.
1946 wurden in Baalsdorf ca. 1100 Einwohner gezählt. Bis 1948 entstand eine Maschinen-Traktoren-Station und eine Pferdezucht. Die 1952 gebildete LPG baute in den 1960er Jahren einen umfangreichen Geflügelzuchtbetrieb auf.
Von 1991 bis 1994 entstand östlich des Angers auf Baalsdorfer Flur ein Gewerbegebiet. Am 1. Juli 1995 wurde Baalsdorf zunächst nach Engelsdorf eingegliedert. Gemeinsam mit diesem wurde es zum 1. Januar 1999 nach Leipzig eingemeindet.

## Bevölkerung
| Jahr | Einwohner |
| ---- | --------- |
| 2000 | 1362      |
| 2005 | 1535      |
| 2010 | 1671      |
| 2015 | 1792      |
| 2020 | 1853      |
| 2024 | 1832      |

Stand: 31.12. des jeweiligen Jahres

## Politik
Bei den Wahlen zum Sächsischen Landtag gehört Baalsdorf zum Wahlkreis Leipzig 2, bei Bundestagswahlen zum Bundestagswahlkreis Leipzig I (Wahlkreis 152). Bei Kommunalwahlen besteht nicht nur Stimmrecht für den Leipziger Stadtrat, sondern auch für den Ortschaftsrat Engelsdorf.
Die Bundestagswahl 2021 führte bei einer Wahlbeteiligung von 88,1 % zu folgendem Zweitstimmenergebnis:
| Partei                | Baalsdorf | Stadt Leipzig |
| --------------------- | --------- | ------------- |
| CDU                   | 22,6 %    | 14,0 %        |
| SPD                   | 20,7 %    | 20,9 %        |
| AfD                   | 15,6 %    | 13,3 %        |
| FDP                   | 13,8 %    | 10,1 %        |
| Bündnis 90/Die Grünen | 13,6 %    | 18,5 %        |
| Die Linke             | 06,9 %    | 13,7 %        |
| Sonstige              | 06,9 %    | 09,5 %        |

## Sehenswürdigkeiten
- Kirche Baalsdorf, um 1220 errichtet, 1548 umgebaut

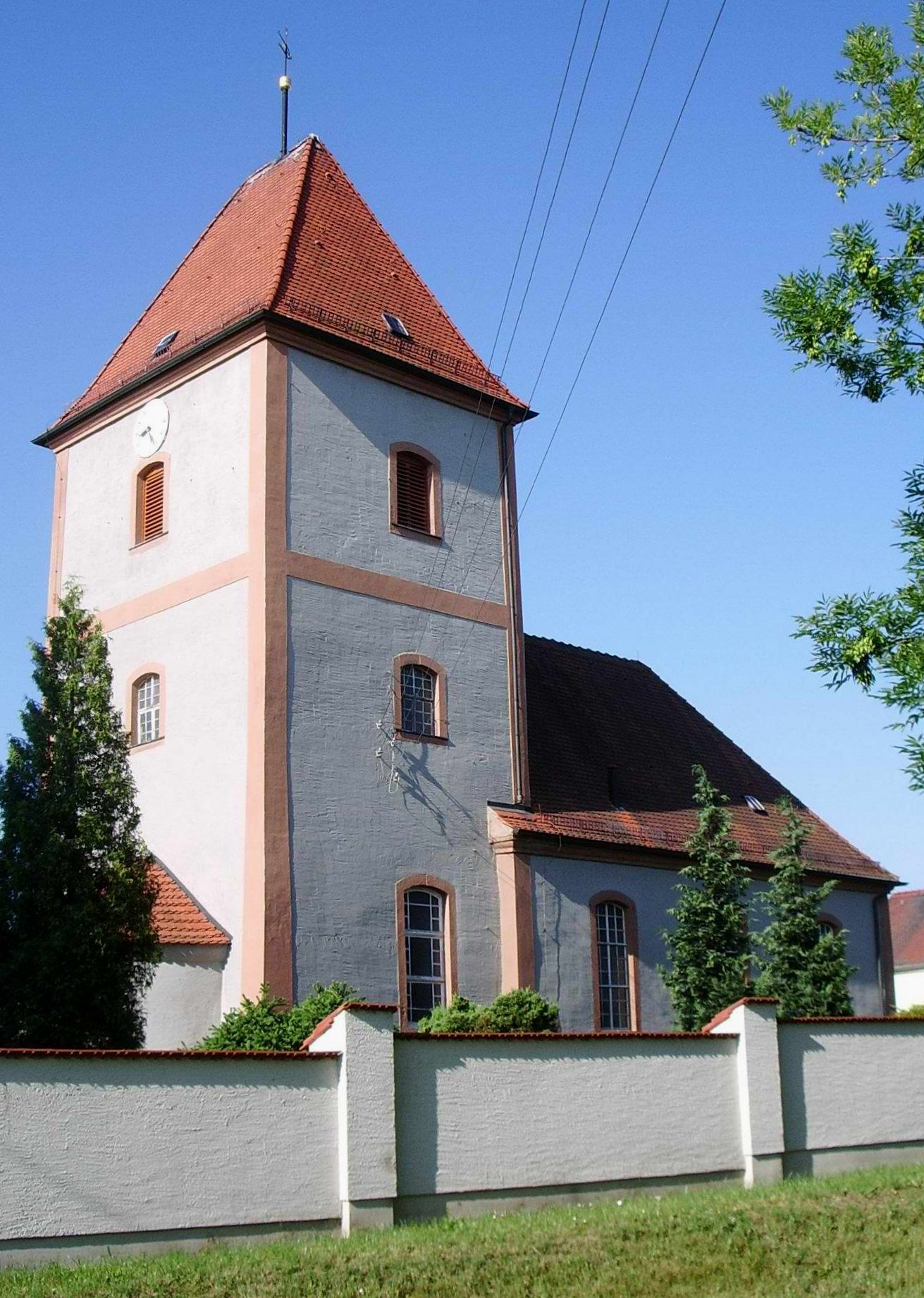
Kirche
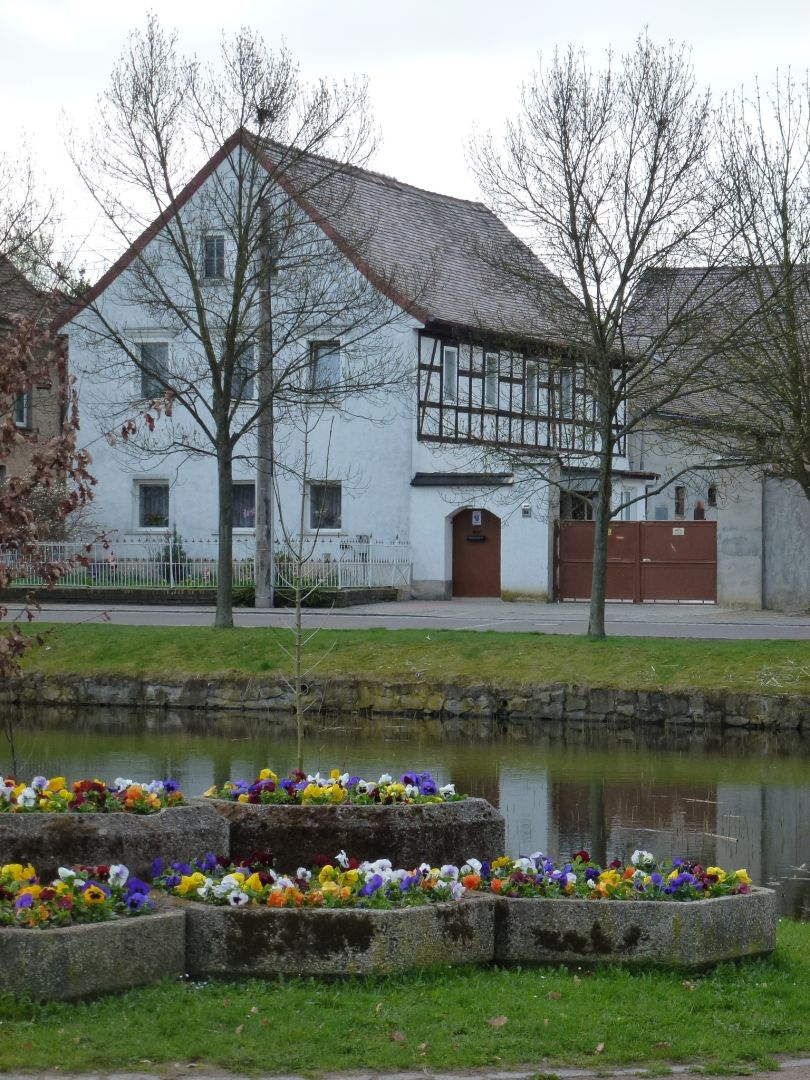
Fachwerk am Anger
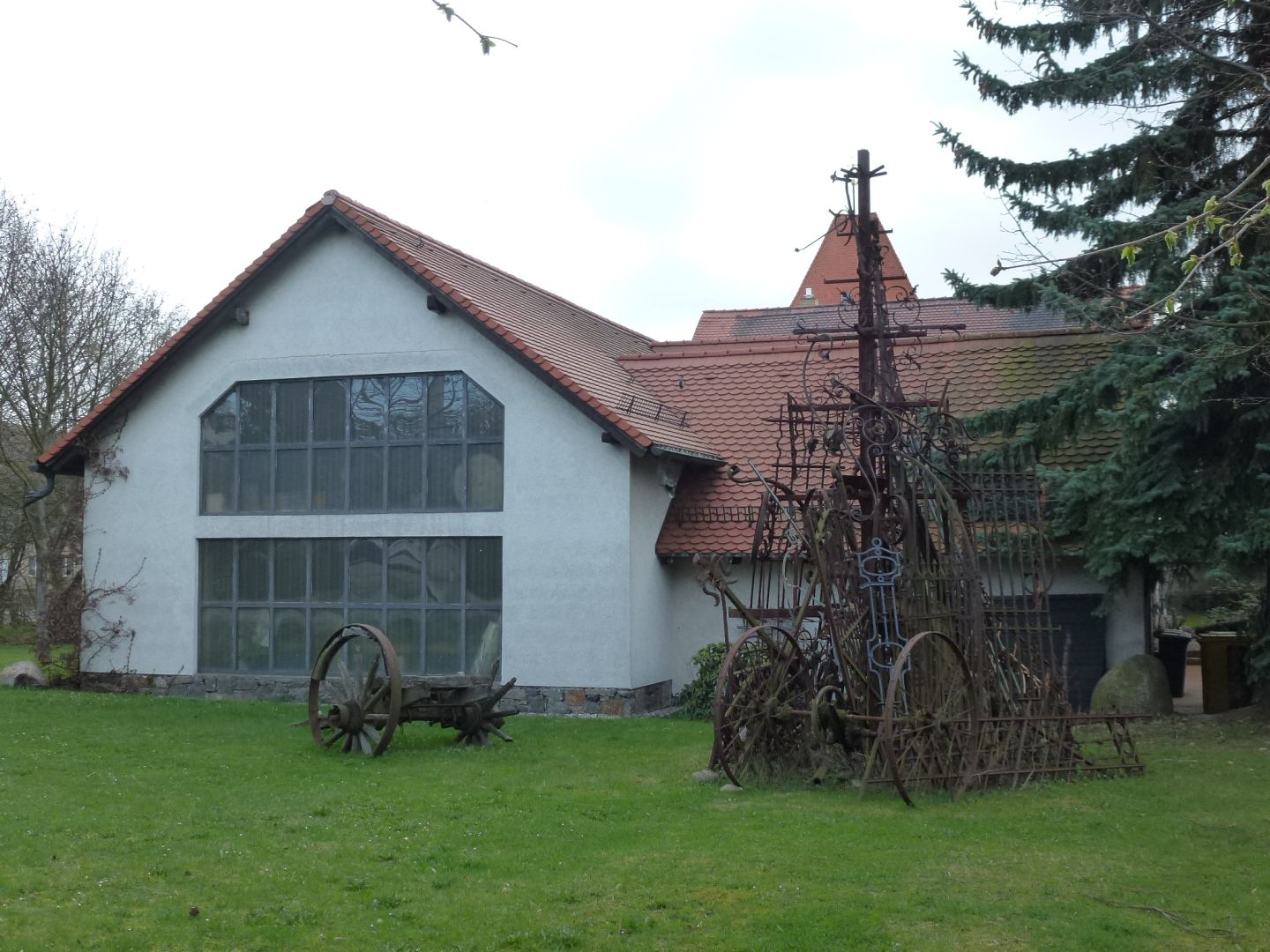
Kunstschmiede
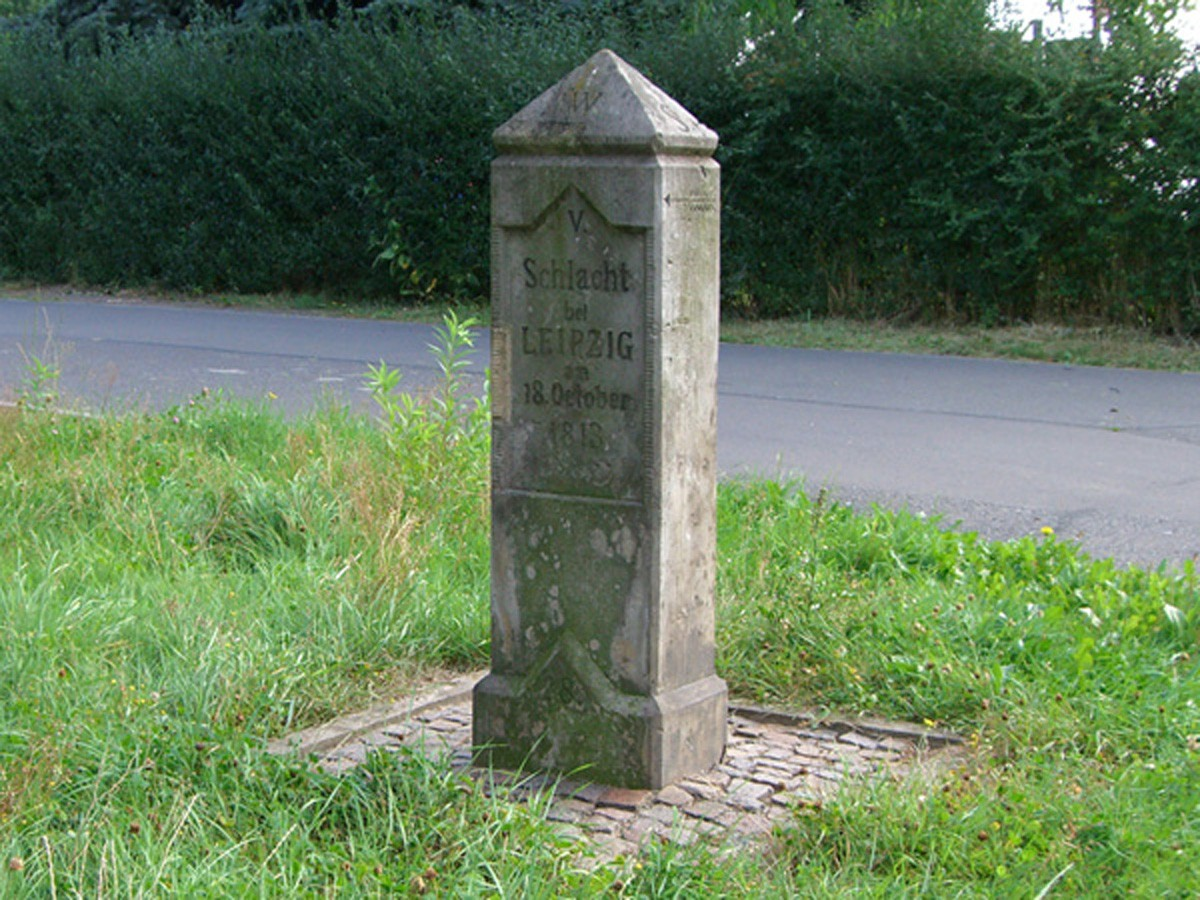
Apelstein am Kurt-Hänselmann-Weg

## Persönlichkeiten

### Söhne und Töchter des Ortes
- Karl August Kuhl (1774–1840), Mediziner und Hochschullehrer
- Jochen Aue (1937–2007), Maler und Grafiker
- Günter Elste (* 1949), Politiker (SPD), Mitglied der Hamburgischen Bürgerschaft
- Uta Rensch (* 1952), Kommunalpolitikerin (SPD), Oberbürgermeisterin von Freiberg

### Mit Baalsdorf verbundene Persönlichkeiten
- Elias Schlegel (1750–1805), Instrumentenbauer, lebte in Baalsdorf
- Rolf Seidel (* 1953), Politiker (CDU), Mitglied des Sächsischen Landtags, Gemeindevertreter in Baalsdorf